# Witali Wladimirowitsch Dunaizew
Witali Wladimirowitsch Dunaizew (russisch Виталий Владимирович Дунайцев; * 12. April 1992 in Kustanai) ist ein russischer Boxer im Halbweltergewicht.

## Karriere
Dunaizew gewann die Schüler-Europameisterschaften 2006 in Mykolajiw, die Kadetten-Europameisterschaften 2007 in Siófok und die Junioren-Europameisterschaften 2008 in Plowdiw. Er besiegte dabei Starter aus Lettland, Ukraine, Rumänien, England, Kroatien, Türkei, Aserbaidschan und Belarus sowie zweimal den Litauer Evaldas Petrauskas.
2015 gewann er die Elite-Europameisterschaften in Samokow. Er schlug dabei Jewgeni Dauhaliawets aus Belarus, Dmitri Galagot aus Moldawien, Dean Walsh aus Irland und Pat McCormack aus England. Er startete anschließend bei den Weltmeisterschaften 2015 in Doha, wo er gegen Pat McCormack aus England, Collazo Sotomayor aus Aserbaidschan und Yasniel Toledo aus Kuba ins Finale einzog. Dort besiegte er den Usbeken Fazliddin Gʻoibnazarov. Dunaizew qualifizierte sich damit für die Olympischen Spiele 2016, wo er Battarsukh Chinzorig und Hu Qianxun besiegte, ehe er im Halbfinale gegen Fazliddin Gʻoibnazarov mit einer Bronzemedaille ausschied.
Bei den Europameisterschaften 2017 in Charkiw schied er im Achtelfinale überraschend gegen Sean McComb aus. Auch bei den Weltmeisterschaften 2017 in Hamburg verlor er im Achtelfinale gegen Freudis Rojas.
Darüber hinaus ist er unter anderem Russischer Jugendmeister 2009 und 2010, Russischer U22-Meister 2012 und 2013 sowie Russischer Meister 2013 und 2014. Er ist Gewinner des Feliks Stamm Tournaments 2014 und boxt für das Russian Boxing Team in der WSB.